# Festival van San Remo 1954
Het Festival van San Remo 1954 was de vierde editie van de liedjeswedstrijd.

## Finale
1. Tutte le mamme (Umberto Bertini e Eduardo Falcocchio) Giorgio Consolini – Gino Latilla
2. Canzone da due soldi (Pinchi e Carlo Donida) Katyna Ranieri – Achille Togliani
3. ...E la barca tornò sola (Mario Ruccione) Gino Latilla – Franco Ricci
4. Notturno (Per chi non ha nessuno) (F. Mangieri) Natalino Otto – Vittoria Mongardi
5. Non è mai troppo tardi (Dino Olivieri) Flo Sandon's – Carla Boni
6. Aveva un bavero (Mario Panzeri-Virgilio Ripa) Quartetto Cetra – Vittoria Mongardi e Duo Fasano
7. Sotto l'ombrello (Casiroli) Gino Latilla e Duo Fasano - Katyna Ranieri e Giorgio Consolini
8. Mogliettina (Saverio Seracini) Achille Togliani – Natalino Otto
9. Con te (Antonio De Curtis) Achille Togliani – Natalino Otto e Flo Sandon's
10. Donnina sola (Simoni-Casini) Achille Togliani – Natalino Otto

## Halvefinalisten
- Angeli senza cielo (Eros Valladi) Vittoria Mongardi – Flo Sandon's
- Arriva il direttore (Fucilli) Carla Boni, Gino Latilla e Duo Fasano – Quartetto Cetra
- Berta filava (Wilhelm-Fiammenghi) Carla Boni e Duo Fasano - Giorgio Consolini
- Canzoni alla sbarra (Giovanni D'Anzi) Gino Latilla e Duo Fasano – Quartetto Cetra
- Cirillino-Ci (Rastelli-Mascheroni) Carla Boni e Duo Fasano – Quartetto Cetra
- Gioia di vivere (Carlo Andrea Bixio) Achille Togliani – Gianni Ravera
- Piripicchio e Piripicchia (Tarcisio-Fusco) Duo Fasano e Gino Latilla – Quartetto Cetra
- Rose (oggi i tempi son cambiati) (Biri-Guido Viezzoli) Katyna Ranieri – Vittoria Mongardi
- Un diario (Locatelli-Bergamini) Carla Boni – Quartetto Cetra
- Una bambina sei tu (Giorgio Fabor) Gino Latilla – Natalino Otto

1951 · 1952 · 1953 · 1954 · 1955 · 1956 · 1957 · 1958 · 1959 · 1960 · 1961 · 1962 · 1963 · 1964 · 1965 · 1966 · 1967 · 1968 · 1969 · 1970 · 1971 · 1972 · 1973 · 1974 · 1975 · 1976 · 1977 · 1978 · 1979 · 1980 · 1981 · 1982 · 1983 · 1984 · 1985 · 1986 · 1987 · 1988 · 1989 · 1990 · 1991 · 1992 · 1993 · 1994 · 1995 · 1996 · 1997 · 1998 · 1999 · 2000 · 2001 · 2002 · 2003 · 2004 · 2005 · 2006 · 2007 · 2008 · 2009 · 2010 · 2011 · 2012 · 2013 · 2014 · 2015 · 2016 · 2017 · 2018 · 2019 · 2020 · 2021 · 2022 · 2023 · 2024 · 2025